# Ferula karelinii
Ferula karelinii är en växtart i släktet Ferula och familjen flockblommiga växter.
Arten är en perenn ört som förekommer från Iran till Xinjiang i västra Kina. Den beskrevs av Alexander von Bunge 1852.